# Ballon de plomb
Le Ballon de plomb est un ancien trophée de football inventé en 2003 par le site web des  Cahiers du football. Il récompense chaque fin d'année le joueur de Ligue 1, français ou étranger, qui a rassemblé le plus d'opinions négatives sur son nom. Ce trophée n'est pas reconnu par les instances du football français et n'a rien d'officiel dans le palmarès d'un joueur. Après plusieurs hésitations, la récompense n'est plus remise depuis 2013.

## Un trophée parodique
Parodie du Ballon d'or, ce Ballon de plomb (également appelé Trophée Francis Llacer, du nom de son premier vainqueur) est l'objet d'un vote des lecteurs du magazine. Les trois grands principes devant présider au choix des votants sont :
- les « qualités » footballistiques intrinsèques
- les choix de carrière
- la personnalité

Le trophée ne récompense pas tant un joueur parce qu'il aurait été "mauvais", que parce qu'il aurait été décevant. C'est ainsi que plusieurs joueurs vainqueurs ont été internationaux dans leurs pays respectifs.
Le critère pour pouvoir être sélectionné est d'avoir joué au moins 6 mois durant l'année précédente dans le championnat de France.
Pour chaque personne qui vote :
Le premier choix du futur ballon de plomb sera égal à 3 points, le deuxième à 2 points et le troisième à 1 point.
En 2010, victime de son succès et de sa médiatisation de plus en plus intense, l'existence même du Ballon de plomb est remise en cause par de plus en plus de contributeurs aux Cahiers du Football qui ne reconnaissent plus l'ironie décalée qui avait prévalu à son institution. Les Cahiers du Football inventent son complément, le Ballon d'eau fraîche, récompensant le symbole des valeurs défendues par le site web.
En 2012, il y a plus de votants pour le Ballon d'eau fraîche que pour le Ballon de plomb[pas clair].
En 2014, le ballon de plomb n'est plus organisé et en janvier 2015 sa disparition est annoncée.

## Palmarès

### 2003
Sélectionnés
- Pierre-Yves André
- André Luiz Moreira
- Dagui Bakari
- Bruno Basto
- Cyril Chapuis
- Philippe Delaye
- Talal El Karkouri
- Vincent Fernandez
- Nicolas Goussé
- Jérôme Leroy
- Francis Llacer
- Fodé Mansaré
- Bernard Mendy
- Cyril Rool

Top 3
1. Francis Llacer (22,79 %) (Paris SG)
2. Cyril Rool (15,92 %) (RC Lens)
3. Talal El Karkouri (15,54 %) (Paris SG)

Pourcentage : au nombre de voix.

### 2004
Sélectionnés
- Kodjo Afanou
- Pierre-Yves André, seconde sélection
- Dagui Bakari, seconde sélection
- Branko Bošković
- Cyril Chapuis, seconde sélection
- Philippe Christanval
- Richard Dutruel
- Johnny Ecker
- Fabrice Fiorèse
- Ronan Le Crom
- Steve Marlet
- Stéphane Porato
- Cyril Rool, seconde sélection
- Marama Vahirua
- Tony Vairelles

Top 3
1. Fabrice Fiorèse (27,15 %) (Paris SG puis Olympique de Marseille)
2. Philippe Christanval (17,03 %) (Olympique de Marseille)
3. Dagui Bakari (15,46 %) (RC Lens)

### 2005
Sélectionnés
- André Luiz Moreira, seconde sélection
- Ibrahima Bakayoko
- Habib Bamogo
- Fabien Barthez
- Branko Bošković, seconde sélection
- Charles-Edouard Coridon
- Philippe Christanval, seconde sélection
- Stéphane Dalmat
- Olivier Kapo
- Pascal Delhommeau
- Toifilou Maoulida
- Bernard Mendy, deuxième sélection
- Camel Meriem
- Benoît Pedretti
- Alexander Viveros

Top 3
1. Benoît Pedretti (34,4 %) (Olympique de Marseille)
2. Fabien Barthez (15,92 %) (Olympique de Marseille)
3. Philippe Christanval (11,7 %) (Olympique de Marseille)

### 2006
Sélectionnés
- John Carew
- Bruno Cheyrou
- Stéphane Dalmat, deuxième sélection
- Frédéric Déhu
- Christian Giménez
- Damien Grégorini
- Henrique
- Mohamed Kallon
- Olivier Kapo, seconde sélection
- Blaise Kouassi
- Steve Marlet, seconde sélection
- Mourad Meghni
- Bernard Mendy, troisième sélection
- Camel Meriem, seconde sélection
- Grégory Vignal

Top 3
1. Bernard Mendy (23,14 %) (Paris SG)[5]
2. Stéphane Dalmat (16,06 %) (Girondins de Bordeaux)
3. Frédéric Dehu (10,51 %) (Olympique de Marseille)

### 2007
Sélectionnés
- Fabien Barthez, seconde sélection
- Éric Cubilier
- Stéphane Dalmat, troisième sélection
- Gerard López Segú
- Damien Grégorini, deuxième sélection
- Mohamed Kallon, seconde sélection
- Bonaventure Kalou
- Johan Micoud
- Daniel Moreira
- Matt Moussilou
- Sammy Traoré

Top 3
1. Matt Moussilou (20,90 %) (AS Saint-Étienne)[6],[7]
2. Bonaventure Kalou (17,45 %) (Paris SG)
3. Stéphane Dalmat (16,93 %) (Girondins de Bordeaux)

### 2008
Sélectionnés
- Moumouni Dagano
- Stéphane Dalmat, quatrième sélection
- Douglão
- Everton Santos et  Willamis Souza
- Gaël Givet
- Michael Gravgaard
- Kader Keita
- Patrick Kluivert
- Jerko Leko
- Frédéric Piquionne
- Ronald Zubar

Top 3
1. Frédéric Piquionne (20,2 %) (Olympique lyonnais)[8]
2. Ronald Zubar (15,8 %) (Olympique de Marseille)[9]
3. Everton Santos (Paris SG) et  Willamis Souza (13,9 %) (Paris SG)

### 2009
Sélectionnés
- Stefan Babovic
- Mustapha Bayal
- Stéphane Dalmat, cinquième sélection
- Nicolas Dieuze
- Fred
- Kader Keita, seconde sélection
- Mateja Kežman
- Ivan Klasnic
- Luigi Pieroni
- Diego Placente
- Elliot Grandin

Top 3
1. Mateja Kezman (21,42 %) (Paris SG)[10]
2. Kader Keita (17,01 %) (Olympique lyonnais)
3. Nicolas Dieuze (9,65 %) (Grenoble Foot 38)

### 2010
Sélectionnés
- Hatem Ben Arfa
- Matthieu Chalmé
- Grégory Coupet
- Mathieu Coutadeur
- Yohan Demont
- Nicolas Dieuze, seconde sélection
- Sofiane Feghouli
- Colin Kazim-Richards
- Antonio Geder
- Damien Grégorini, troisième sélection
- Fernando Morientes

Top 3
1. Yohan Demont (25,19 %) (RC Lens)[11]
2. Hatem Ben Arfa (13,80 %) (Olympique de Marseille)
3. Sofiane Feghouli (11,08 %) (Grenoble Foot 38)

### 2011
Sélectionnés
La liste des sélectionnés est :
- Matthieu Chalmé (Girondins de Bordeaux)
- Michaël Ciani (Girondins de Bordeaux)
- Pape Diakhaté (Olympique lyonnais puis Grenade CF)
- Alou Diarra (Girondins de Bordeaux puis Olympique de Marseille)
- Apoula Edel (Paris Saint-Germain puis Hapoël Tel-Aviv)
- Youssef El-Arabi (SM Caen puis Al-Hilal FC)
- André-Pierre Gignac (Olympique de Marseille)
- Moussa Maazou (Girondins de Bordeaux, AS Monaco puis SV Zulte Waregem)
- Modibo Maïga (FC Sochaux)
- Emir Spahić (Montpellier HSC puis Séville FC)

Top 3
1. Moussa Maazou (27,9 %) (Girondins de Bordeaux, AS Monaco puis SV Zulte Waregem)[13],[14]
2. André-Pierre Gignac (19,7 %) (Olympique de Marseille)
3. Modibo Maïga (14,4 %) (FC Sochaux)

### 2012
Sélectionnés
La liste des sélectionnés est :
- Morgan Amalfitano (Olympique de Marseille)
- Kévin Anin (OGC Nice)
- Michaël Ciani (Girondins de Bordeaux / Lazio Rome), seconde sélection
- Alou Diarra (Olympique de Marseille / West Ham), deuxième sélection
- Cris (Olympique lyonnais / Galatasaray)
- Issam Jemâa (AJ Auxerre / Stade brestois 29 / Koweït SC)
- Diego Lugano (Paris Saint-Germain)
- Modibo Maïga (FC Sochaux, West Ham), seconde sélection
- Stéphane Mbia (Olympique de Marseille / Queens Park Rangers)
- Yann M'Vila (Stade rennais)
- La non-attribution du Ballon de plomb 2012 … et « réenvisager la vocation de ce trophée »[15]

Top 3
1. Issam Jemâa (25 %) (AJ Auxerre / Stade brestois 29 / Koweït SC)[16]
2. La non-attribution du Ballon de plomb 2012 (13,6 %)
3. Yann M'Vila (12,6 %) (Stade rennais)

### 2013
Sélectionnés
La liste des sélectionnés est :
- Jordan Ayew (Olympique de Marseille)
- Joey Barton (Olympique de Marseille / Queens Park Rangers)
- David Bellion (Girondins de Bordeaux)
- Alou Diarra (Stade rennais / West Ham United), troisième sélection
- Florian Marange (Girondins de Bordeaux / Crystal Palace)
- Florian Thauvin (SC Bastia / Lille OSC / Olympique de Marseille)
- La non-attribution du Ballon de Plomb 2013

Top 3
1. Florian Thauvin (SC Bastia / Lille OSC / Olympique de Marseille)[18] (52,5%)
2. Florian Marange (Girondins de Bordeaux / Crystal Palace) (13,7 %)
3. Jordan Ayew (Olympique de Marseille) (13,5 %)

## Autres pays
- en Italie, le Bidon d'or (Bidone d'oro), décerné également depuis 2003 a « récompensé » des joueurs tels que : Rivaldo, Christian Vieri, Adriano, Ricardo Quaresma ou Diego Milito.